# Biserica medievală din Sântimbru
Biserica reformată din Sântimbru este un monument istoric medieval aflat pe teritoriul satului Sântimbru; comuna Sântimbru și aparține de parohia reformată din Alba Iulia. În Repertoriul Arheologic Național, monumentul apare cu codul 7393.01.01, 7393.01.02. În 1934 Zoltán Jékely după o slujbă petrecută în biserică a scris poezia intitulată A marosszentimrei templomban (în română În biserica din Sântimbru) care a devenit simbolul comunităților locale aflate în cale de dispariție. 

## Imagini

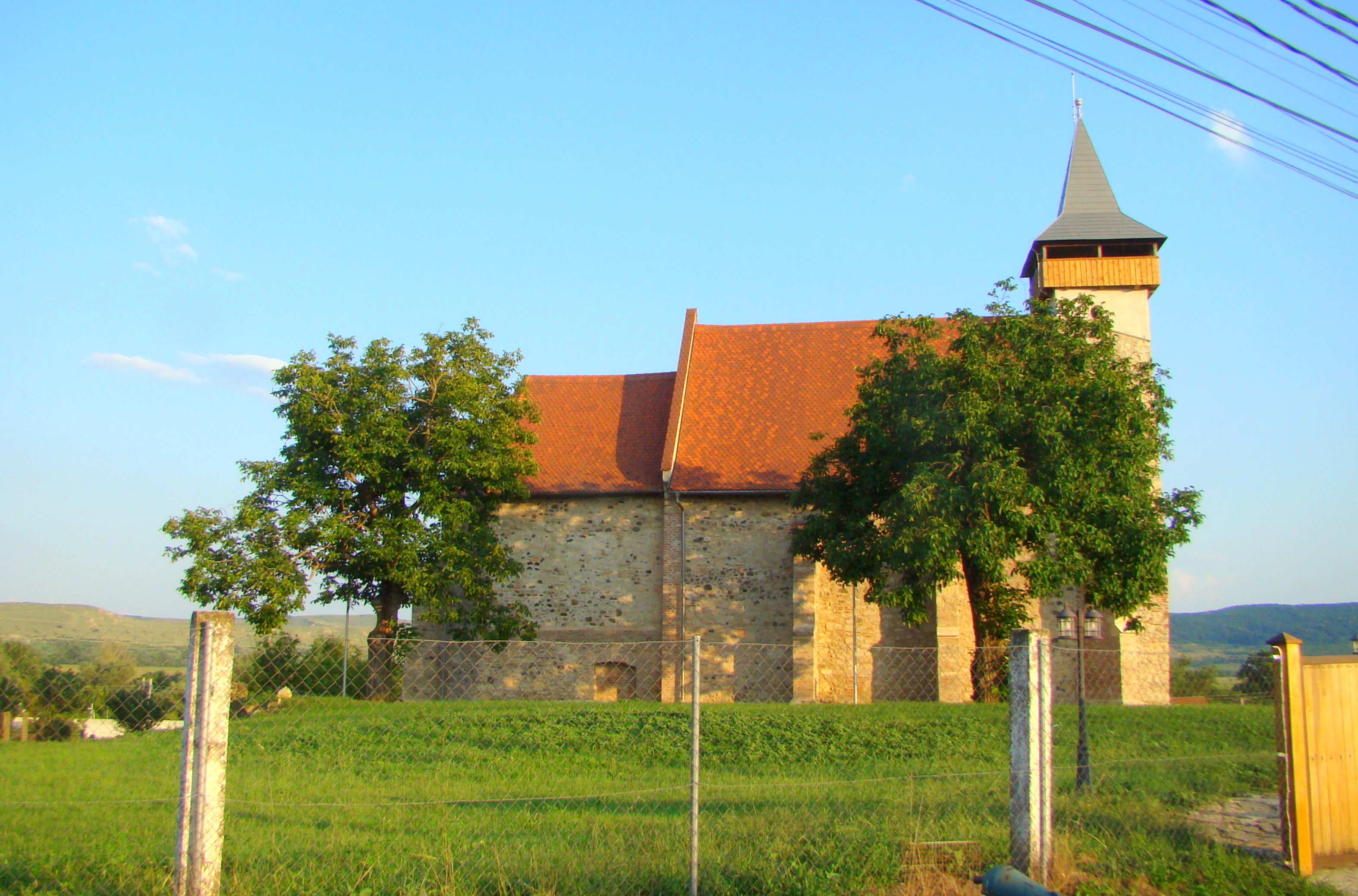
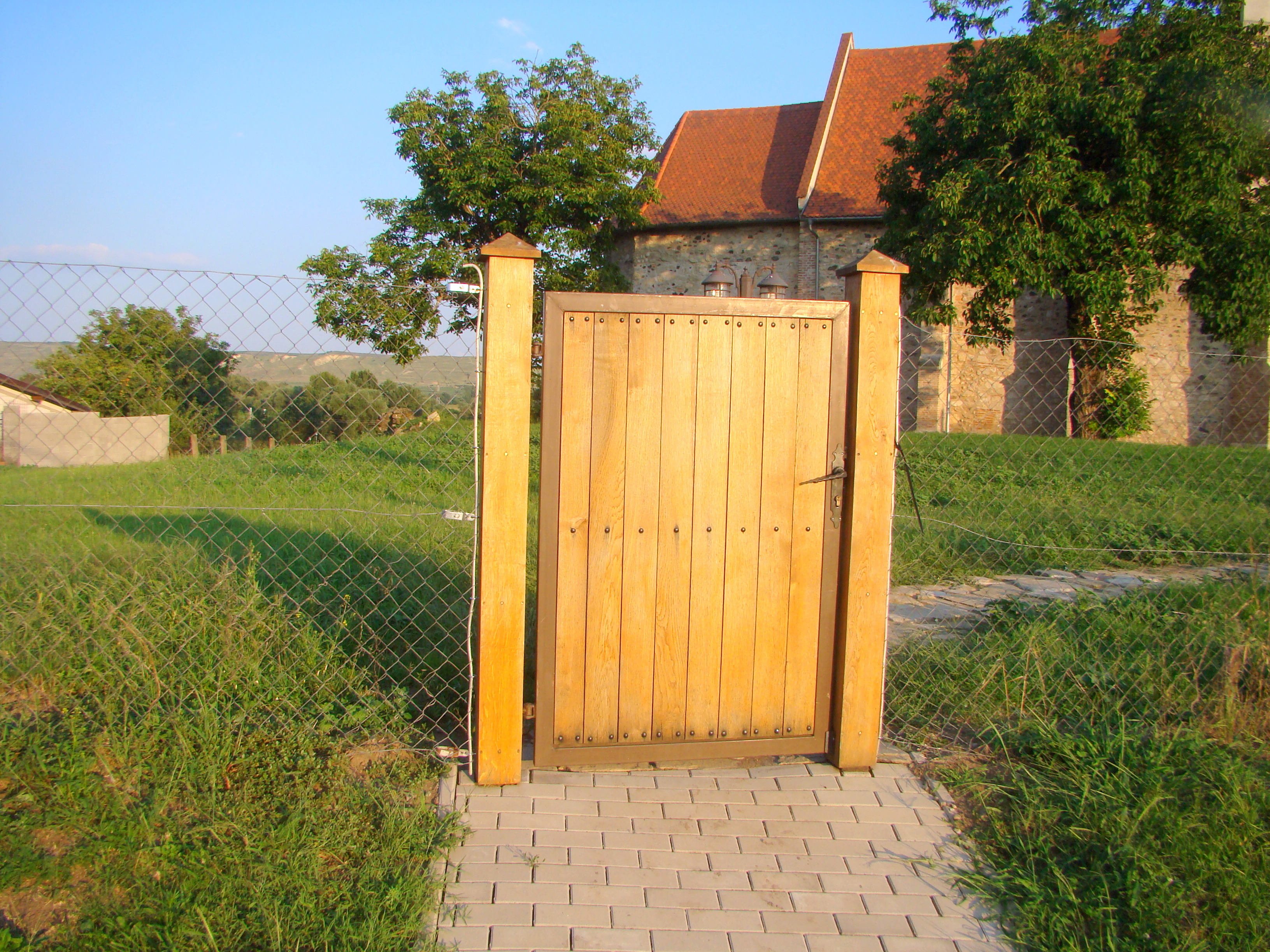
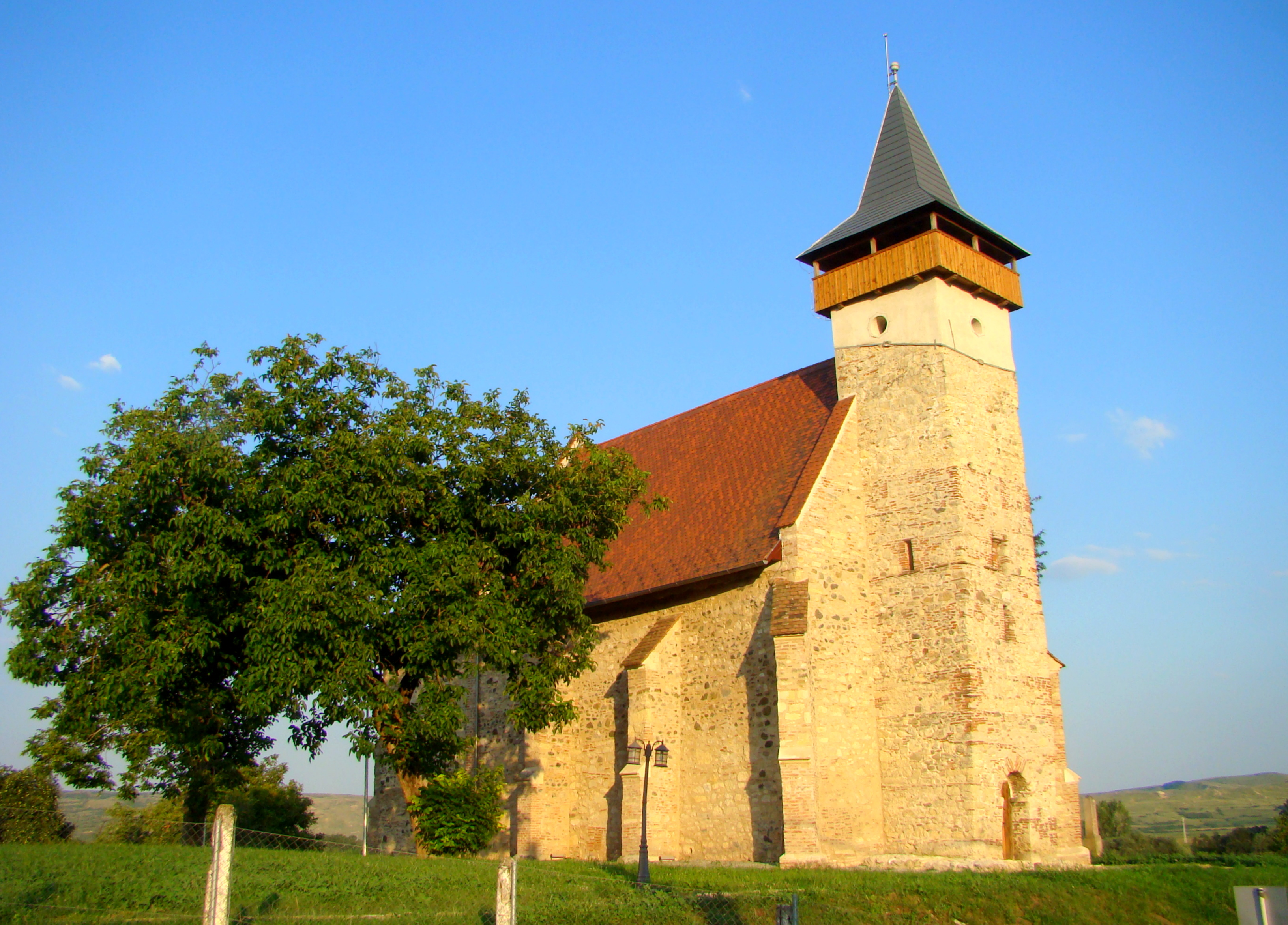
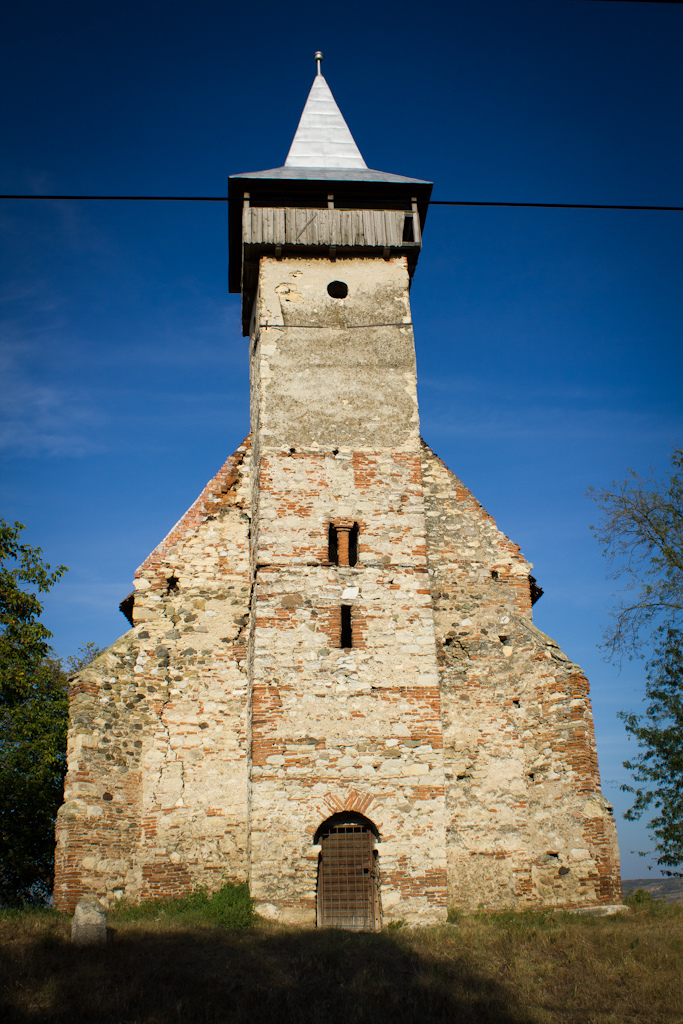
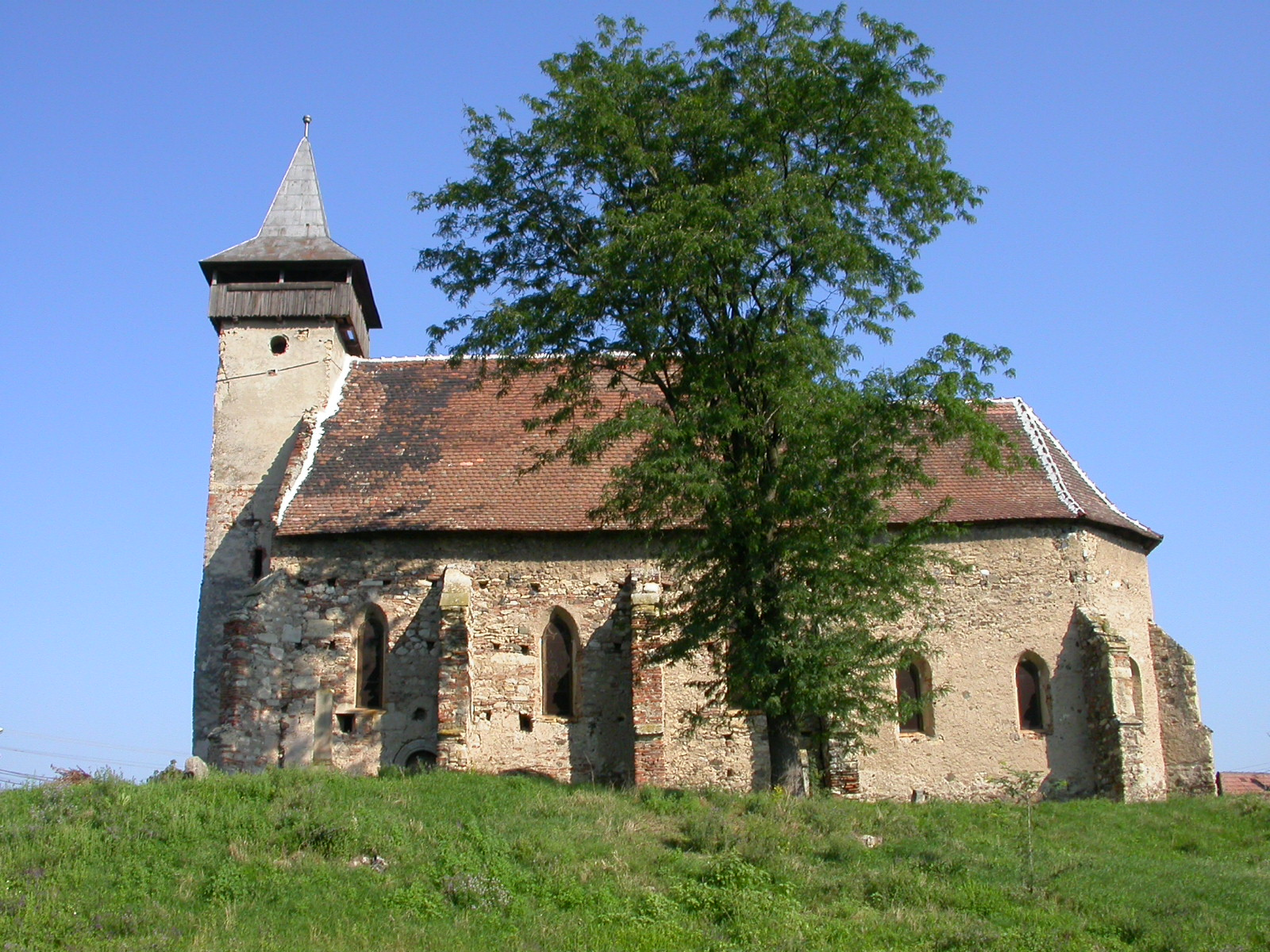
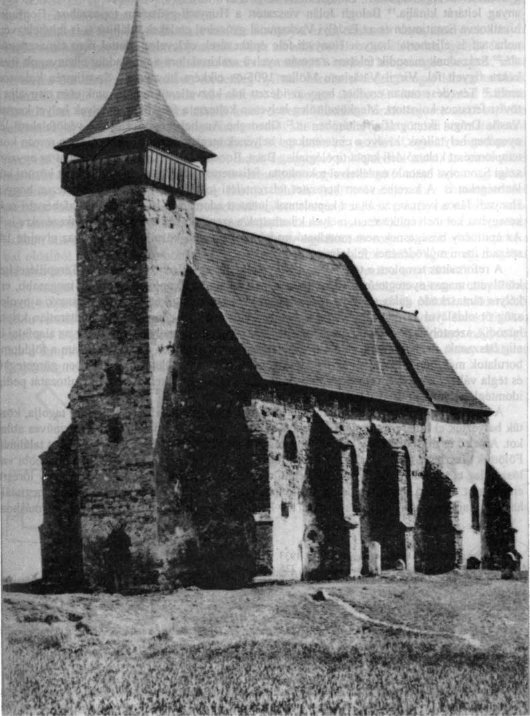
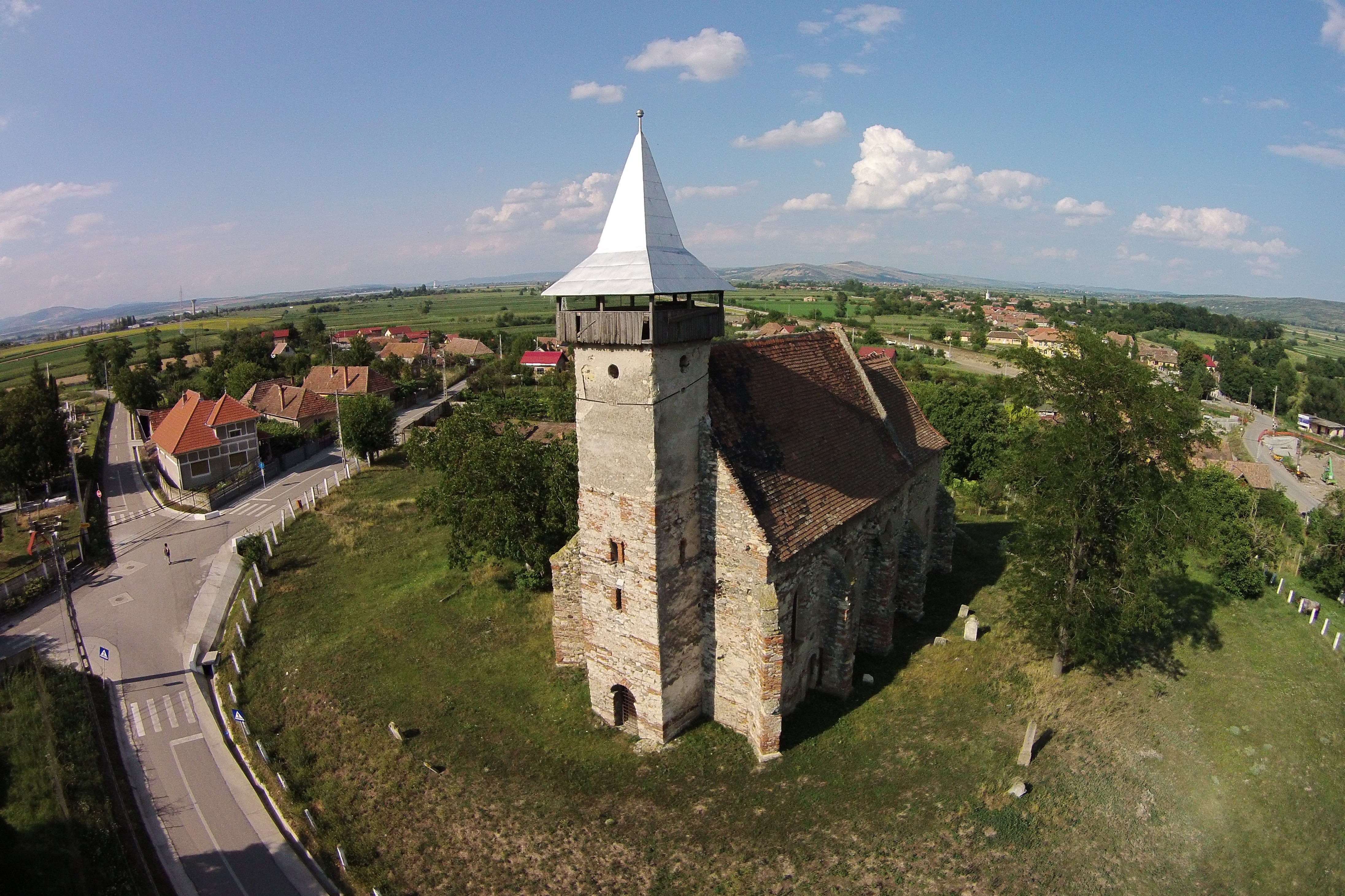
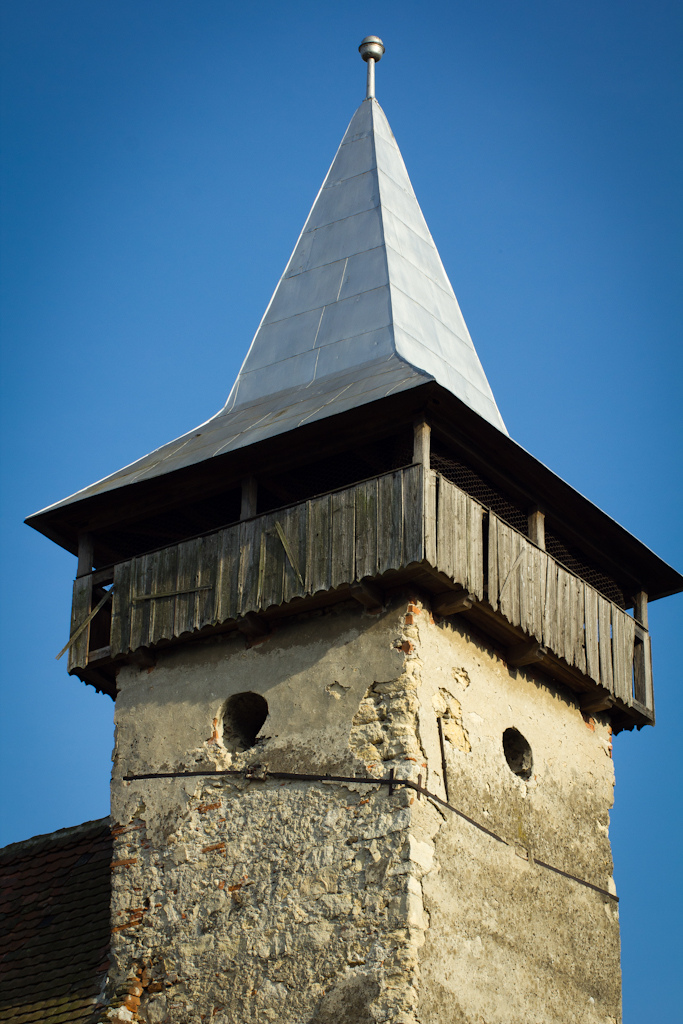
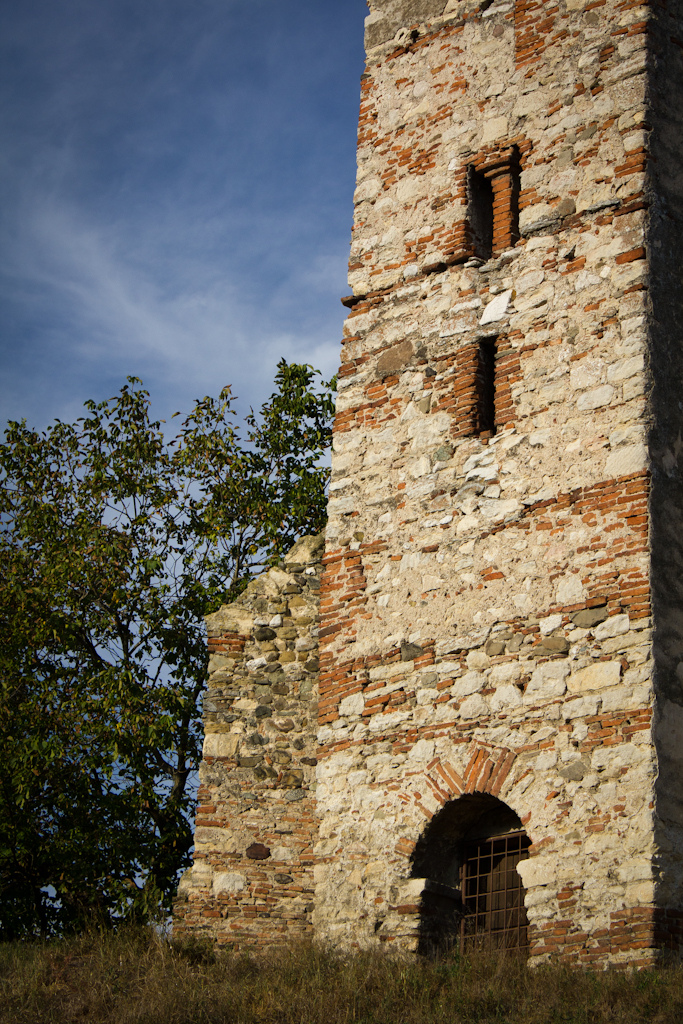
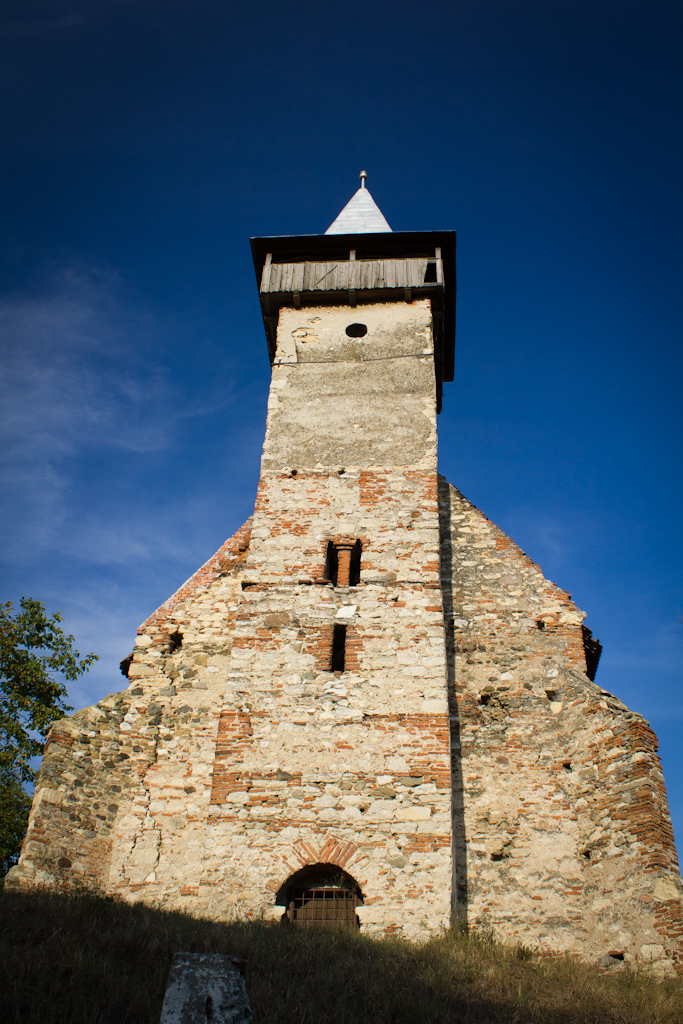
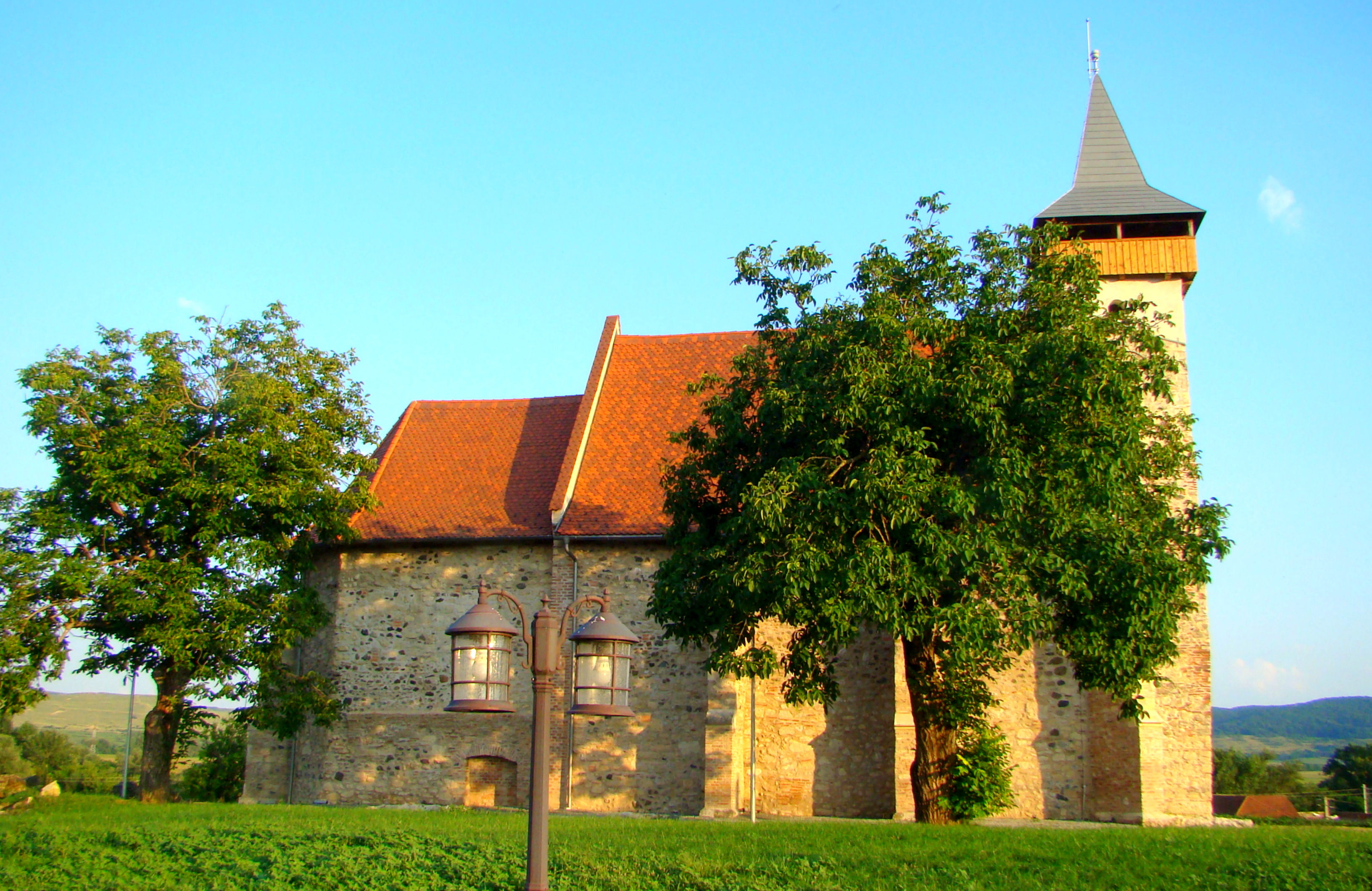